# Marco Misciagna
Marco Misciagna  (pronunciació en : /ˈmarko miʃʃaɲɲa/) (Bari, 5 de febrer de 1984) és un violista italià.

## Biografia

### Educació musical
El 1999 es va graduar a l'edat de 15 en violí i viola en el Conservatori N. Piccinni de Bari i més tard en l'Acadèmia Nacional de Santa Cecilia a Roma. Com el millor alumne del Conservatori ha estat convidat per l'ex President de la República Italiana Carlo Azeglio Ciampi en el Palau del Quirinal a Roma. Va estudiar amb Corrado Romano i amb Đorđe Trkulja. Va continuar els seus estudis amb Salvatore Accardo en la Accademia Stauffer de Cremona, amb Borís Belkin i amb Yuri Bashmet en la Accademia Musicale Chigiana de Siena, on va rebre dos Diplomes d'Honor i va guanyar dues vegades el Premi Monte dei Paschi di Siena, com a millor violinista (2004) i millor viola (2006) de l'escola (primera vegada en la història de l'Acadèmia).

### Carrera
El 2010-2015 ha estat viola solista de l'orquestra de cordes de Màlaga i ha estat convidat de les principals sales i institucions internacionals, com Berliner Philarmonie, Essen Philarmonie, Hamburg Laieszahalle, Mannheim Rosengarten, Meistersingerhalle Nuremberg, Prinzeregententheater de Mònaco, Teatro Arriaga de Bilbao, Musikverein de Viena, Teatre Victòria Eugenia de Sant Sebastià, Sala de Música de Cambra Komitas, Òpera de Kíev, Donar Sebastian de Tunísia, Auditori Sala Sinopoli Parc della Musica a Roma, Teatre Balboa a San Diego a Califòrnia, Teatre Fox Tucson, Auditori St. Francis de Santa Fe a Nou Mèxic, Centre CW Eisemann, Teatre Rudder, Teatre Empire a Texas, Teatre Americà a Hampton a Virgínia, Centre Lehman i el Carnegie Hall de Nova York.
Ha col·laborat amb Uto Ughi, Alexander Rudin, Sergey Stadler, Alexander Markov, Mariana Sirbu, Gianluigi Gelmetti, Ramin Bahrami, Antony Pay, Franco Petracchi, José Serebrier i Vladimir Zubitsky.
És professor honorari del Conservatori Estatal S.Rachmaninov en Tambov, de la Far Eastern State Academy of Art de Vladivostok (Rússia), del Institut Supérieur de Musique de Sousse (Universitat de Susa, Tunísia), del Conservatori Esteban Salas de Santiago de Cuba, de la Pettman National Júnior Academy of Music (Auckland, Nova Zelanda), del Conservatori Estatal Komitas d'Erevan (Armènia).
El 2016 va ser nominat solista principal d'honor de l'orquestra de cambra estatal Arkhànguelsk, el 2018 de la Camerata Esteban Salas i de l'Orquestra Simfònica d'orient (Cuba).
El 2018 va rebre la medalla d'or del vice-primer ministre d'Ucraïna per la commemoració del 150 Aniversari de l'Òpera de Kíiv.
És un oficial del Cos Militar Voluntari de la Creu Roja Italiana, auxiliar de les Forces Armades, amb Decret del President de la República. El 20 de març de 2020, dia en què totes les ràdios d'Itàlia van emetre simultàniament l'himne nacional en honor a les víctimes de la covid-19, Marco Misciagna, va acompanyar l'aixecament de la bandera, interpretant l'himne en la versió per a viola sol que va arranjar.

## Enregistraments
- Christmas In Classic - Marco Misciagna, Vito Vilardi - Terramiamusic - 2010
- Carulli, Giuliani, Paganini - Marco Misciagna, Vito Vilardi - Digressione Music - DCTT113 - 2018
- Sette, Vittorio Pasquale - Marco Misciagna - Digressione Music[10]
- The Curve Of a Day- Marco Misciagna
- Beautiful Melodies per a viola i piano - Marco Misciagna - IMD100 - 2021
- Obres de cambra i piano sol, vol. 3 - Marco Misciagna[11]
- The Greatest Movie Soundtracks per a viola i piano - Marco Misciagna - IMD200 - 2022
- Música completa de Maurice Vieux per a viola no acompanyada (primer enregistrament mundial) - Marco Misciagna - Digressione Music - DCTT129 - 2022[12]
- Bartolomeo Campagnoli : 41 Capritxos per a viola, op. 22, arreglat per a viola i piano de Carl Albert Tottmann - Marco Misciagna (Brilliant Classics - 96551 - 2022)[13]
- Federigo Fiorillo: 36 Capritxos Op.3 per a violí, arreglat per a viola de Marco Misciagna - Marco Misciagna, viola (Brilliant Classics - 97018 - 2023)[14]
- Albrecht Blumenstengel: 24 Estudios Op.33 per a violí, arreglat per a viola de Marco Misciagna - Marco Misciagna, viola (MM - MM01 - 2023)[15]
- Richard Hofmann: 15 Studies Op.87 per a viola - Marco Misciagna, viola (MM - MM02 - 2024)[16]
- Francesco Paolo Supriani: 12 Toccatas per violoncel, arreglat per a viola de Marco Misciagna - Marco Misciagna, viola (MM - MM03 - 2024)[17]
- Bohemian Rhapsody, Arranged for Viola Solo by Marco Misciagna (Live) - (MM - MM04 -2024)[18]

## Distincions
- Medalla al Mèrit del Jubileu de Plata de la Sagrada Ordre Militar Constantiniana de Sant Jordi conferida el 16/04/2016;[19]
- Medalla de Plata al Mèrit pel 300 anys de la Bolla Militantis Ecclesiae promulgada pel Papa Clement XI” de la Sagrada Ordre Militar Constantiniana de Sant Jordi conferida el 27/05/2018;[19]
- Medalla d'or - Commemoració del 150 aniversari de l'Òpera Nacional d'Ucraïna (maig de 2018)[20]
- Ciutadà d'honor de Ayvalık – Turquia (febrer de 2018)[21]
- Medalla a la Cooperació a Ucraïna. N° 988 - 2 de novembre de 2020[22]
- Medalla de l'Orde de Sant Jordi Ucraïna. No.1725 – 2 de novembre de 2020[23]
- Visitant Distingit de la Ciutat de Santiago de Cuba[24]